# Nelson Diebel
Nelson W. Diebel (Chicago, 9 novembre 1970) è un ex nuotatore statunitense.
Specializzato nella rana ha vinto due medaglie d'oro alle Olimpiadi di Barcellona 1992: nei 100 m rana e nella staffetta 4x100 m misti.

## Palmarès
- Giochi olimpici

Barcellona 1992: oro nei 100 m rana e nella staffetta 4x100 m misti.
- Giochi PanPacifici

1989 - Tokyo: argento nei 200 m rana.
- Giochi panamericani

1991 - L'Avana: argento nei 200 m rana.